# Timex Sinclair 2068
Timex Sinclair 2068 je počítač kompatibilní s počítačem Sinclair ZX Spectrum vyráběný v USA společností Timex Sinclair. V Portugalsku byla vyráběna mírně upravená varianta počítače pod názvem Timex Computer 2068. Počítač má 48 KiB paměti RAM a 24 KiB paměti ROM. Plánován byl počítač Timex Sinclair 2048, který měl mít pouze 16 KiB RAM, nikdy ale nebyl sériově vyráběn.
Počítač má tři grafické režimy:
- jako ZX Spectrum (kresba 256 x 192, atributy 32 x 24), navíc má druhou videoram (podobně jako ZX Spectra 128, ale ne na adrese 49152, ale na adrese 24576),
- vícebarevný (kresba 256 x 192, atributy 32 x 192),
- vyšší rozlišení (kresba 512 x 192, monochromatický).

V porovnání s pozdějším Sinclairovým modelem Sinclair ZX Spectrum 128K+ obsahuje Timex Sinclair 2068 navíc kromě už zmíněných nových grafických režimů slot pro paměťové kártridže, dva porty pro joysticky. Naopak nemá zvětšenou paměť RAM, pomocí paměti na kártridžích lze paměť počítače rozšířit o jednu banku paměti o velikosti 64 KiB, ovšem Timex původně sliboval vznik vnějšího rozšíření paměti až na celkem 256 bank paměti po 64 KiB, což by v maximální konfiguraci celkem činilo téměř 16 MiB dostupné paměti (RAM i ROM).
Neoficiálním klonem počítače je Unipolbrit Komputer 2086.

## Rozšíření Sinclair BASICu
Počítač má vestavěný Sinclair BASIC, který byl ale proti ZX Spectru rozšířen o klíčová slova STICK, SOUND, ON ERR, FREE, DELETE a RESET:
- STICK - zjištění stavu joysticků,
- SOUND - ovládání zvukového čipu,
- ON ERR - obsluha chyb basicového programu,
- FREE - zjištění velikosti volného místa v paměti,
- DELETE - vymazání řádků programu ve zvoleném rozsahu,
- RESET - uvedení periférií do výchozího stavu (RESET 0 - reset celého počítače).

Mimo tyto přidané příkazy počítač akceptuje rozšířenou syntaxi u standardních příkazů Sinclair BASICu (ovšem pokus o jejich vykonání vyvolá syntaktickou chybu):
- LOAD *"m",n,s$
- CAT "d" ,n1,n2
- FORMAT "m",n1,n2,n3,s$
- OPEN #3,"j",n1,n2,s$
- MOVE "a" ,s$,n1,n2
- ERASE "b" ,n,s$.[3][p 1]

Počítač naopak u příkazů CAT, ERASE, MOVE a FORMAT neakceptuje následující syntaxi:
- ERASE s$
- FORMAT s$
- CAT
- MOVE s$,r$.[4][p 2]

## Historie
V roce 1993 Larry Crawford, Bill Pedersen a Frank W. Davis zvažovali projekt, kdy by vytvořili novou základní desku počítače, která by umožňovala grafický režim CGA nebo VGA, připojení pevného disku, a další možnosti, které v té době měly počítače IBM, Mac a Amiga. Podle Franka W. Davise, lidé, kteří opustili TS2068, to udělali proto, aby našli více komplexní nebo graficky orientované programy nebo získali přístup k lepším perifériím. V té době prudce klesly ceny periférií pro počítače IBM, ale byli by potřeba programátoři, kteří by pro tyto periférie napsali programy a ovladače. Podle Johna Oligera nemělo být příliš složité napsat ovladač pevného disku, ale sám už necítil, že by po něčem takovém byla poptávka. Bill Pedersen měl k tomuto projektu seznam nutných změn v ROM a Frank W. Davis byl ohledně tohoto projektu optimistický, protože v jeho firmě Mechanical Affinity stále prodávali více počítačů TS2068 než počítačů Sinclair QL, takže v té době stále přibývali uživatelé počítače TS2068.

## Technické informace
- procesor: Z80A, taktovací frekvence 3,528 MHz,[7]
- paměť RAM: 48 KiB,
- paměť ROM: 24 KiB,
- hudební čip: AY-3-8912, taktovací frekvence 1,76475 MHz
- joysticky: dva joysticky připojené pomocí hudebního čipu

### Používané porty
Počítač vestavěnými perifériemi obsazuje porty procesoru v rozsahu od 244 do 246 a porty 254 a 255.
| desítkově | šestnáctkově | dekódování        | význam                                            |
| 244       | F4           | 11110100          | stránkování paměti EX-ROM a DOCK                  |
| 245       | F5           | 11110101          | výběr datového registru hudebního čipu AY         |
| 246       | F6           | 11110110          | data hudebního čipu AY                            |
| 502       | 1F6          | xxxxxxx1 11110110 | pravý joystick                                    |
| 758       | 2F6          | xxxxxx1x 11110110 | levý joystick                                     |
| 254       | FE           | 11111110          | klávesnice, magnetofon, reproduktor, barva okraje |
| 255       | FF           | 11111111          | výběr grafického režimu                           |

Porty 252 a 253 (šestnáctkově FC a FD) jsou rezervovány, port 251 (šestnáctkově FB, dekódován binárně jako 1xxxx0xx) je určen pro tiskárnu TS 2040.
Při čtení stavu joysticků musí být vstupně výstupní port čipu AY ovládaný registrem R14 nastaven do režimu vstupu a tento registr musí být nastavený jako aktuálně čtený/zapisovaný.
Význam jednotlivých bitů hodnoty odeslané na port 255 je následující:
| 7                                                                                          | 6                          | 5 | 4 | 3 | 2 | 1 | 0 |
| určuje, zda se pomocí portu 244 bude přistránkovávat DOCK nebo EX-ROM1 0 - DOCK 1 - EX-ROM | zákaz generování přerušení | barvy při režimu vyššího rozlišení: 000 - černé písmo na bílém pozadí 001 - modré písmo na žlutém pozadí 010 - červené písmo na světle modrém pozadí 011 - fialové písmo na zeleném pozadí 100 - zelené písmo na fialovém pozadí 101 - světle modré písmo na červeném pozadí 110 - žluté písmo na modrém pozadí 111 - bílé písmo na černém pozadí | barvy při režimu vyššího rozlišení: 000 - černé písmo na bílém pozadí 001 - modré písmo na žlutém pozadí 010 - červené písmo na světle modrém pozadí 011 - fialové písmo na zeleném pozadí 100 - zelené písmo na fialovém pozadí 101 - světle modré písmo na červeném pozadí 110 - žluté písmo na modrém pozadí 111 - bílé písmo na černém pozadí | barvy při režimu vyššího rozlišení: 000 - černé písmo na bílém pozadí 001 - modré písmo na žlutém pozadí 010 - červené písmo na světle modrém pozadí 011 - fialové písmo na zeleném pozadí 100 - zelené písmo na fialovém pozadí 101 - světle modré písmo na červeném pozadí 110 - žluté písmo na modrém pozadí 111 - bílé písmo na černém pozadí | grafický režim 000 - jako ZX Spectrum, videoram 0 001 - jako ZX Spectrum, videoram 1 010 - vícebarevný režim 110 - vyšší rozlišení | grafický režim 000 - jako ZX Spectrum, videoram 0 001 - jako ZX Spectrum, videoram 1 010 - vícebarevný režim 110 - vyšší rozlišení | grafický režim 000 - jako ZX Spectrum, videoram 0 001 - jako ZX Spectrum, videoram 1 010 - vícebarevný režim 110 - vyšší rozlišení |

Význam jednotlivých bitů hodnoty odeslané na port 254 a čtené z tohoto portu je následující (stejný jako u počítačů ZX Spectrum):
|       | 7 | 6          | 5 | 4           | 3          | 2             | 1             | 0             |
| čtení |   | magnetofon |   | klávesnice  | klávesnice | klávesnice    | klávesnice    | klávesnice    |
| zápis |   |            |   | reproduktor | magnetofon | barva borderu | barva borderu | barva borderu |

### Stránkování paměti
Protože procesor Z80 umožňuje adresovat pouze 64 KiB paměti, je paměť ROM o velikosti 24 KiB rozdělena na dvě stránky o velikostech 16 KiB (ROM) a 8 KiB (EX-ROM 0), kdy menší stránka je v případě potřeby připojena místo části větší stránky. EX-ROM je součástí počítače, DOCK je paměť na cartridgích.
|  | 65535 57344 | RAM | EX-ROM 7 | DOCK 7 |
|  | 57343 49152 | RAM | EX-ROM 6 | DOCK 6 |
|  | 49151 40960 | RAM | EX-ROM 5 | DOCK 5 |
|  | 40959 32768 | RAM | EX-ROM 4 | DOCK 4 |
|  | 32767 24576 | RAM | EX-ROM 3 | DOCK 3 |
|  | 24575 16384 | RAM | EX-ROM 2 | DOCK 2 |
|  | 16383 8192  | ROM | EX-ROM 1 | DOCK 1 |
|  | 8191 0      | ROM | EX-ROM 0 | DOCK 0 |

Do paměťového prostoru je možné připojit buď pouze paměť EX-ROM nebo pouze paměť DOCK. Není možné do některé části paměťového prostoru připojit paměť DOCK a současně do jiné části paměť EX-ROM. Protože standardní nahrávací rutina se nachází v paměti EX-ROM, není ji možné použít pro nahrávání dat přímo do paměti DOCK.
Počítač má dvě videoram, jednu od adresy 16384 jako ZX Spectrum a druhou od adresy 24576. Ve vícebarevném režimu a v režimu vyššího rozlišení jsou použity obě videopaměti (resp. jejich část určená pro kresbu). Ve vícebarevném režimu je v oblasti kresby první videoram uložena kresba a v oblasti kresby druhé videoram uloženy atributy. V režimu vyššího rozlišení jsou v oblasti kresby první videoram uloženy liché sloupce kresby a v oblasti kresby druhé videoram uloženy sudé sloupce kresby.

### Připojování periférií
Na rozšiřující systémový konektor počítače mohou být připojeny současně pouze dvě periférie. Omezení je způsobeno omezeným proudem 1 A na napětí +5 V a chybějící posílení většiny výstupních signálů na konektoru.

## Rozdíly mezi počítači TS2068, TC2068 a UK2086
Timex Computer 2068 má na rozdíl od počítače Timex Sinclair 2068 systémový konektor kompatibilní s počítačem ZX Spectrum. Má slot pro větší catridge a je napájen napětím 9 V místo 15 V.
Unipolbrit Komputer 2086 má (některé exempláře) místo jednoho joysticku paralelní port.